# Canton de Béziers-1
Le canton de Béziers 1 est une circonscription électorale française située l'Hérault, dans l'Arrondissement de Béziers.
À la suite du redécoupage cantonal de 2014, les limites territoriales du canton sont remaniées. L'ancien canton de Béziers-1 (centre-ville) a été englobé dans l'ancien canton de Béziers-3 qui sont devenus le nouveau canton de Béziers-2.

## Histoire
Les cantons de Béziers-1 et Béziers-2 ont été créés par l'arrêté du 3 Brumaire An X (25 octobre 1801).
Le décret du 23 juillet 1973 les a divisés, créant les cantons de Béziers-3 et Béziers-4.
Le décret du 31 janvier 1985 détache une portion de la commune de Béziers du canton de Béziers-4 et la rattache au canton de Béziers-1.

## Représentation

### Conseillers généraux de 1833 à 2015
| Période | Période      | Identité          | Étiquette                   | Qualité |
| ------- | ------------ | ----------------- | --------------------------- | --- |
| 1833    | 1848         | Ferdinand Debès   | Majorité gouvernementale    | Négociant Député (1839-1848, 1849-1851) |
| 1848    | 1871         | Victor Lagarrigue | Droite                      | Banquier, conseiller municipal de Béziers |
| 1871    | 1901         | Ernest Perréal    | Républicain                 | Médecin puis percepteur Maire de Béziers (1876-1877 et 1878-1881) Sénateur (1897-1906) |
| 1901    | 1907         | Paul Paget        | Rad.                        | Pharmacien à Béziers |
| 1907    | 1913 (décès) | Henri Pech        | Défense des viticulteurs RG | Propriétaire à Béziers |
| 1913    | 1931         | Antoine Moulin    | Rad.                        | Professeur de collège en retraite, Béziers |
| 1931    | 1932 (décès) | Émile Suchon      | Rad.                        | Industriel Maire de Béziers (1904-1907 et 1924-1932) |
| 1932    | 1940         | Auguste Albertini | Rad.                        | Professeur Maire de Béziers (1932-1944) Député (1936-1939) Sénateur (1939-1941) Nommé membre de la Commission administrative départementale en 1941 Nommé conseiller départemental en 1942 |
|         |              |                   |                             | |
| 1945    | 1958         | Étienne Fabre     | PCF                         | Instituteur Adjoint au Maire de Béziers |
| 1958    | 1967 (décès) | Émile Claparède   | Rad.                        | Viticulteur Sénateur (1948-1967) Secrétaire d'État (1957-1958) Maire de Béziers (1953-1967)                                                                                                |
| 1967    | 1982         | Pierre Brousse    | Rad. puis MRG puis UDF-Rad. | Chargé de mission au Cabinet du Président du Sénat Sénateur (1968-1976) Maire de Béziers (1967-1977) Ministre (1976-1977)                                                                  |
| 1982    | 2015         | Georges Fontès    | PSD puis RPR puis UMP       | Employé puis directeur de la CPAM de Béziers-Saint-Pons et directeur de l’URRSSAF Député (1986) Secrétaire d'État (1986-1988) maire de Béziers (1983-1989) adjoint au maire (1995-2014)    |

### Conseillers d'arrondissement (de 1833 à 1940)
| Période | Période | Identité                          | Étiquette                | Qualité |
| ------- | ------- | --------------------------------- | ------------------------ | --- |
| 1833    | 1839    | Joseph Octavien Vidal (1796-1873) |                          | Propriétaire, maire de Béziers (1830-1837)                                                                  |
| 1839    |         | Antoine Louis Belpel              |                          | Propriétaire à Portiragnes                                                                                  |
|         |         |                                   |                          | |
| 1848    | 1852    | M. Sabatier                       |                          | Médecin à Bessan                                                                                            |
| 1852    | 1871    | Victor Boyer                      |                          | Notaire à Villeneuve-lès-Béziers                                                                            |
| 1871    | 1874    | Pierre Maury                      | Républicain              | Propriétaire à Portiragnes                                                                                  |
| 1874    | 1877    | Léopold Roudier                   | Républicain              | Banquier, ancien maire de Lignan-sur-Orb                                                                    |
| 1877    | 1880    | Anselme Crouzat                   | Républicain              | Propriétaire à Sérignan                                                                                     |
| 1880    | 1886    | Jules, dit Julou Jaumes           | Républicain              | Marchand drapier, adjoint au maire de Boujan                                                                |
| 1886    | 1898    | Bruno Audié                       | Républicain puis Radical | Propriétaire à Corneilhan                                                                                   |
| 1898    | 1904    | Louis Rouquet                     | Socialiste               | Boulanger à Villeneuve-lès-Béziers                                                                          |
| 1904    | 1910    | Pierre Daury                      | Radical                  | Maire de Cers                                                                                               |
| 1910    | 1934    | Joseph Pradal                     | Radical                  | Ingénieur des Ponts et Chaussées, Béziers, Président du Conseil d'arrondissement                            |
| 1934    | 1940    | Maurice Marc                      | Radical                  | Propriétaire à Villeneuve-lès-Béziers                                                                       |
| 1940    |         |                                   |                          | Les conseils d'arrondissement ont été suspendus par la loi du 12 octobre 1940 et n'ont jamais été réactivés |

### Conseillers départementaux depuis 2015
| Période élective | Période élective | Mandat | Mandat   | Identité                    | Nuance | Nuance | Qualité                                                                    |
| ---------------- | ---------------- | ------ | -------- | --------------------------- | ------ | ------ | -------------------------------------------------------------------------- |
| 2015             | 2021             | 2015   | 2021     | Henri Bec                   |        | RN     | Ancien magistrat, conseiller municipal (opposition) de Vendres depuis 2020 |
| 2015             | 2021             | 2015   | 2021     | Isabelle Garnier Des Garets |        | RN     | Vigneronne à Béziers                                                       |
| 2021             | 2028             | 2021   | en cours | Marie Hirth                 |        | DVD    | Professeur des écoles à Béziers                                            |
| 2021             | 2028             | 2021   | en cours | Denis Marsala               |        | DVD    | Policier à la retraite, conseiller municipal de Valras                     |

### Résultats détaillés

#### Élections de mars 2015
À l'issue du 1er tour des élections départementales de 2015, deux binômes sont en ballottage : Henri Bec et Isabelle Des Garets (FN, 44,12 %) et Jean-Michel Du Plaa et Roselyne Pesteil (PS, 25 %). Le taux de participation est de 50,4 % (14 733 votants sur 29 232 inscrits) contre 51,87 % au niveau départemental et 50,17 % au niveau national.
Au second tour, Henri Bec et Isabelle Des Garets (FN) sont élus avec 54,6 % des suffrages exprimés et un taux de participation de 54,3 % (7 896 voix pour 15 872 votants et 29 230 inscrits).

#### Élections de juin 2021
Le premier tour des élections départementales de 2021 est marqué par un très faible taux de participation (33,26 % au niveau national). Dans le canton de Béziers-1, ce taux de participation est de 32,58 % (9 712 votants sur 29 811 inscrits) contre 33,27 % au niveau départemental. À l'issue de ce premier tour, deux binômes sont en ballottage : Marie Hirth et Denis Marsala (DVD, 46,26 %) et Pierre Cros et Florence Lacas Herail (DVG, 31,55 %).
Le second tour des élections est marqué une nouvelle fois par une abstention massive équivalente au premier tour. Les taux de participation sont de 34,36 % au niveau national, 34,7 % dans le département et 36,64 % dans le canton de Béziers-1. Marie Hirth et Denis Marsala (DVD) sont élus avec 53,35 % des suffrages exprimés (5 512 voix pour 10 926 votants et 29 816 inscrits)
| Commune             | Premier tour | Premier tour | Premier tour | Premier tour |         | Second tour | Second tour |
| Commune             | DVD          | DVG          | COM          | EÉLV-G.s     | DVD     | DVG         |             |
| ------------------- | ------------ | ------------ | ------------ | ------------ | ------- | ----------- | ----------- |
| Commune             |              |              |              |              |         |             |             |
| Béziers             | 57,64 %      | 18,53 %      | 10,86 %      | 12,97 %      | 63,98 % | 36,02 %     |             |
| Lespignan           | 43,04 %      | 30,93 %      | 12,11 %      | 13,92 %      | 53,19 % | 46,81 %     |             |
| Nissan-lez-Enserune | 36,92 %      | 48,53 %      | 6,47 %       | 8,09 %       | 43,87 % | 56,13 %     |             |
| Sérignan            | 37,38 %      | 45,70 %      | 7,80 %       | 9,12 %       | 43,53 % | 56,47 %     |             |
| Valras-Plage        | 55,22 %      | 28,66 %      | 7,04 %       | 9,07 %       | 60,32 % | 39,68 %     |             |
| Vendres             | 30,14 %      | 16,13 %      | 46,27 %      | 7,46 %       | 45,19 % | 54,81 %     |             |
| Canton              | 46,26 %      | 31,55 %      | 11,65 %      | 10,53 %      | 53,35 % | 46,65 %     |             |

## Composition

### Composition avant 2015

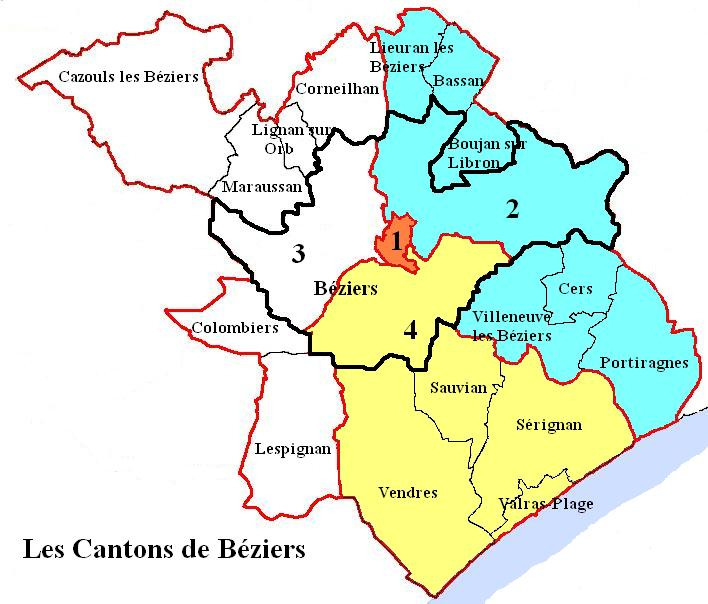
Anciens cantons de Béziers avant 2015.

Le canton de Béziers-1 comprenait une portion de la commune de Béziers.

### Composition depuis 2015

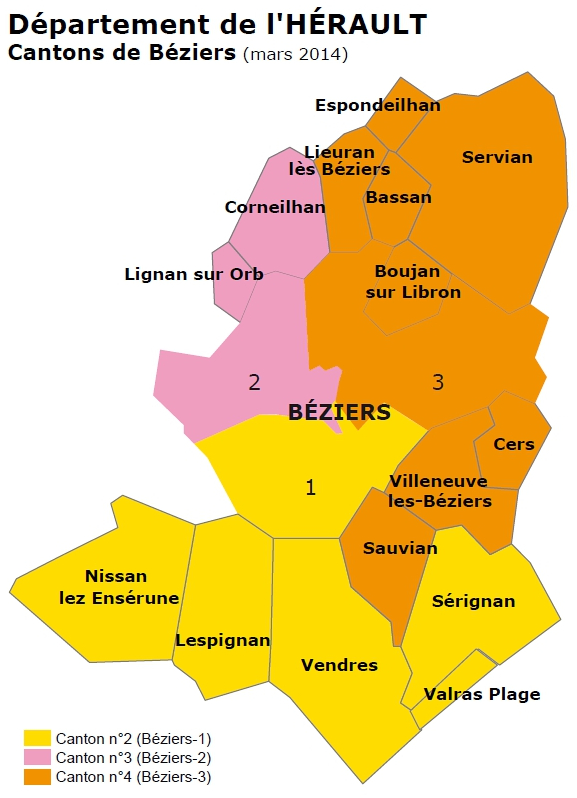
Nouveaux cantons de Béziers

Le nouveau canton de Béziers-1 est composé de cinq communes entières et d'une fraction de la commune de Béziers.
| Nom                             | Code Insee | Intercommunalité        | Superficie (km2) | Population (dernière pop. légale)                | Densité (hab./km2) | Modifier                                    |
| ------------------------------- | ---------- | ----------------------- | ---------------- | ------------------------------------------------ | ------------------ | ------------------------------------------- |
| Béziers (bureau centralisateur) | 34032      | CA Béziers Méditerranée | 95,48            | Fraction : 20 223 (2022) Commune : 80 815 (2022) | 846                | modifier les données · modifier les données |
| Lespignan                       | 34135      | CC la Domitienne        | 22,92            | 3 355 (2022)                                     | 146                | modifier les données · modifier les données |
| Nissan-lez-Enserune             | 34183      | CC la Domitienne        | 29,74            | 4 077 (2022)                                     | 137                | modifier les données · modifier les données |
| Sérignan                        | 34299      | CA Béziers Méditerranée | 27,45            | 8 437 (2022)                                     | 307                | modifier les données · modifier les données |
| Valras-Plage                    | 34324      | CA Béziers Méditerranée | 2,35             | 4 300 (2022)                                     | 1 830              | modifier les données · modifier les données |
| Vendres                         | 34329      | CC la Domitienne        | 37,80            | 2 671 (2022)                                     | 71                 | modifier les données · modifier les données |
| Canton de Béziers-1             | 3402       |                         |                  | 43 063 (2022)                                    |                    | modifier les données                        |

Il inclut les quartiers de Béziers suivants :
- Arènes ;
- Capiscol ;
- La Devèze ;
- Gare ;
- Montimaran ;
- Plaine Saint-Pierre ;
- Polygone ;
- Port Neuf.

## Démographie

### Démographie avant 2015
| 1962 | 1968 | 1975 | 1982 | 1990   | 1999   | 2006   | 2011   | 2012   |
| ---- | ---- | ---- | ---- | ------ | ------ | ------ | ------ | ------ |
| -    | -    | -    | -    | 20 646 | 20 322 | 20 819 | 19 709 | 20 054 |

### Démographie depuis 2015
En 2022, le canton comptait 43 063 habitants, en évolution de +7,06 % par rapport à 2016 (Hérault : +7,49 %, France hors Mayotte : +2,11 %).
| 2013   | 2018   | 2022   |
| ------ | ------ | ------ |
| 40 440 | 40 844 | 43 063 |

## Galerie photographique

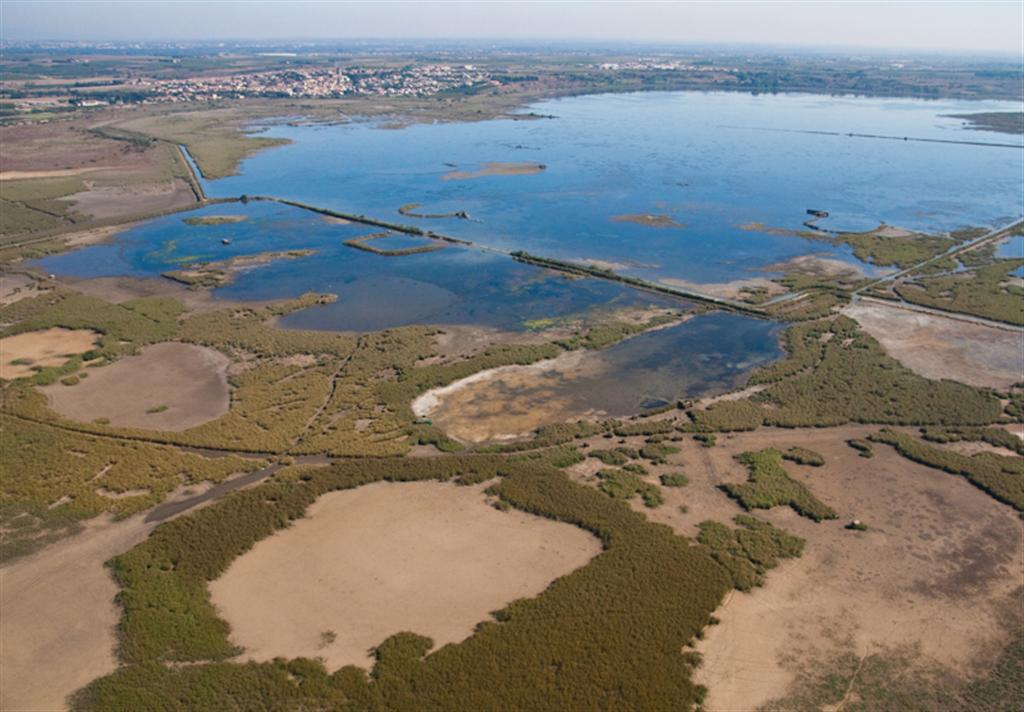
Vue de l'étang de Roselière et du village de Vendres.
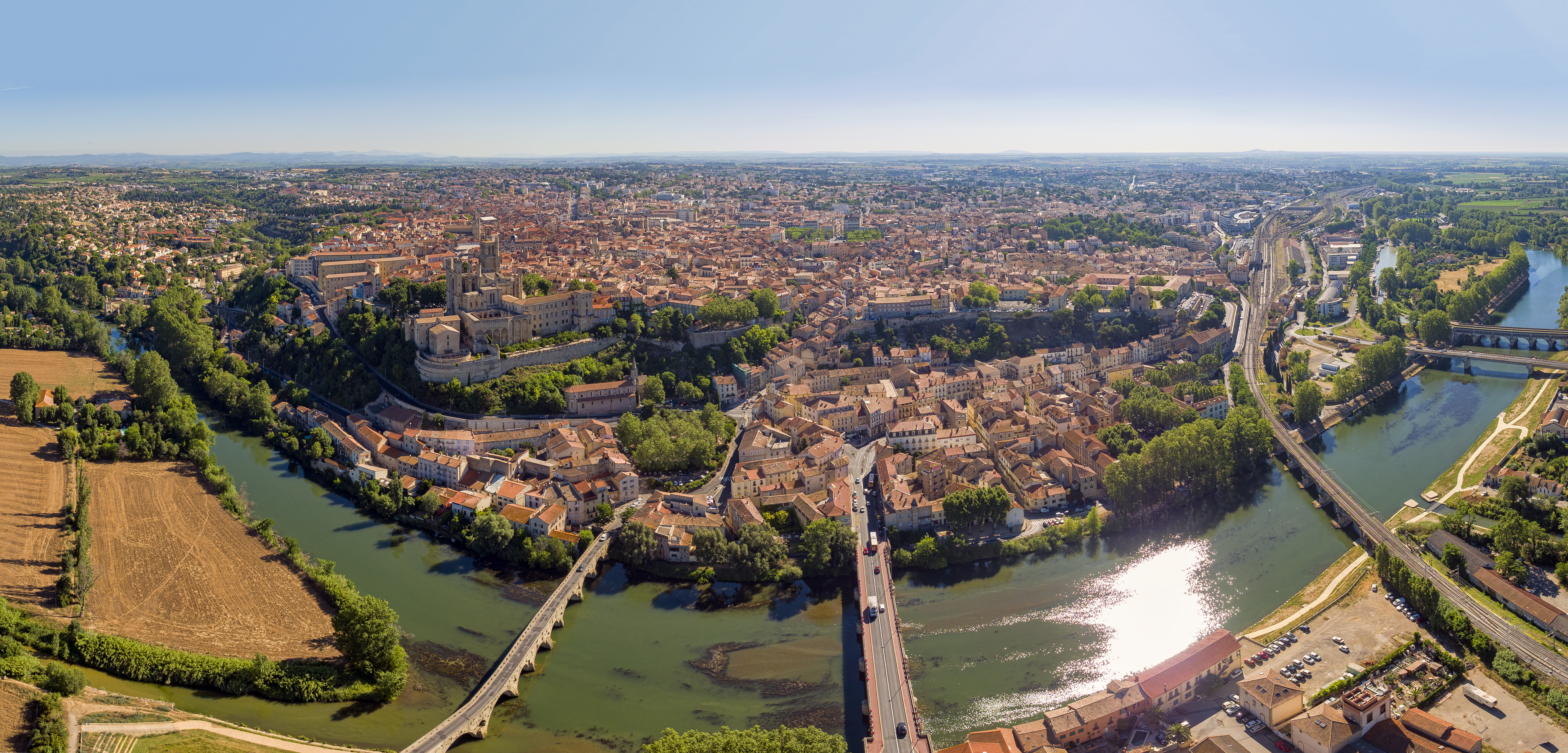
Vue générale de Béziers.
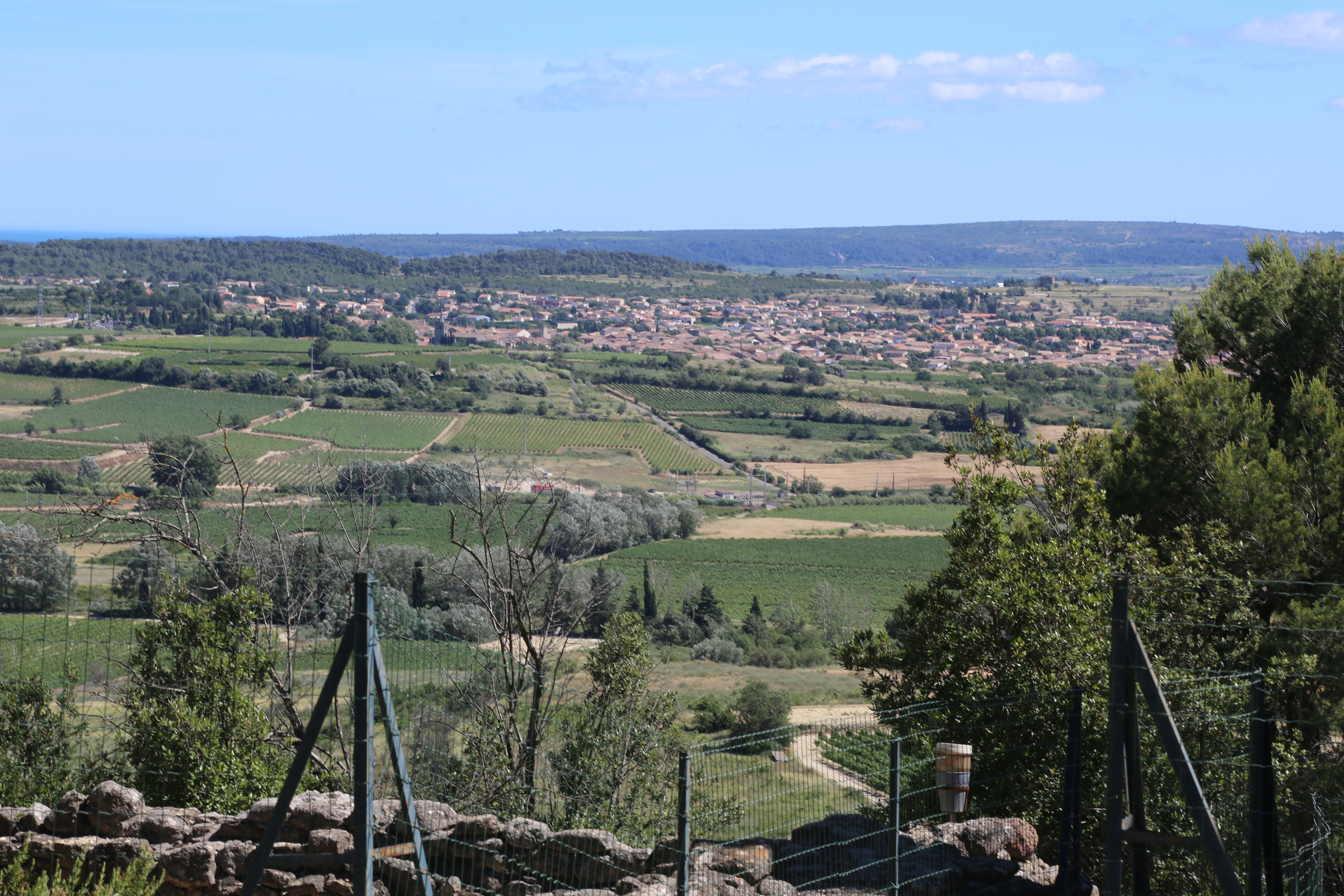
Vue générale de Nissan-lez-Enserune.
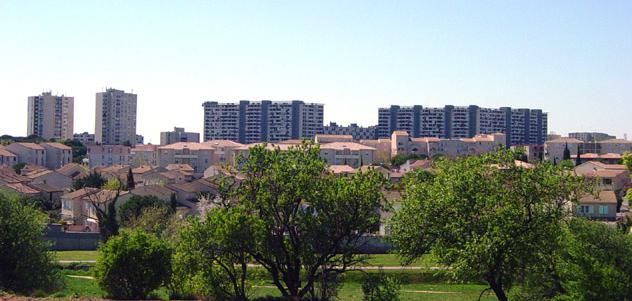
Vue du quartier de « Devèze » à Béziers.
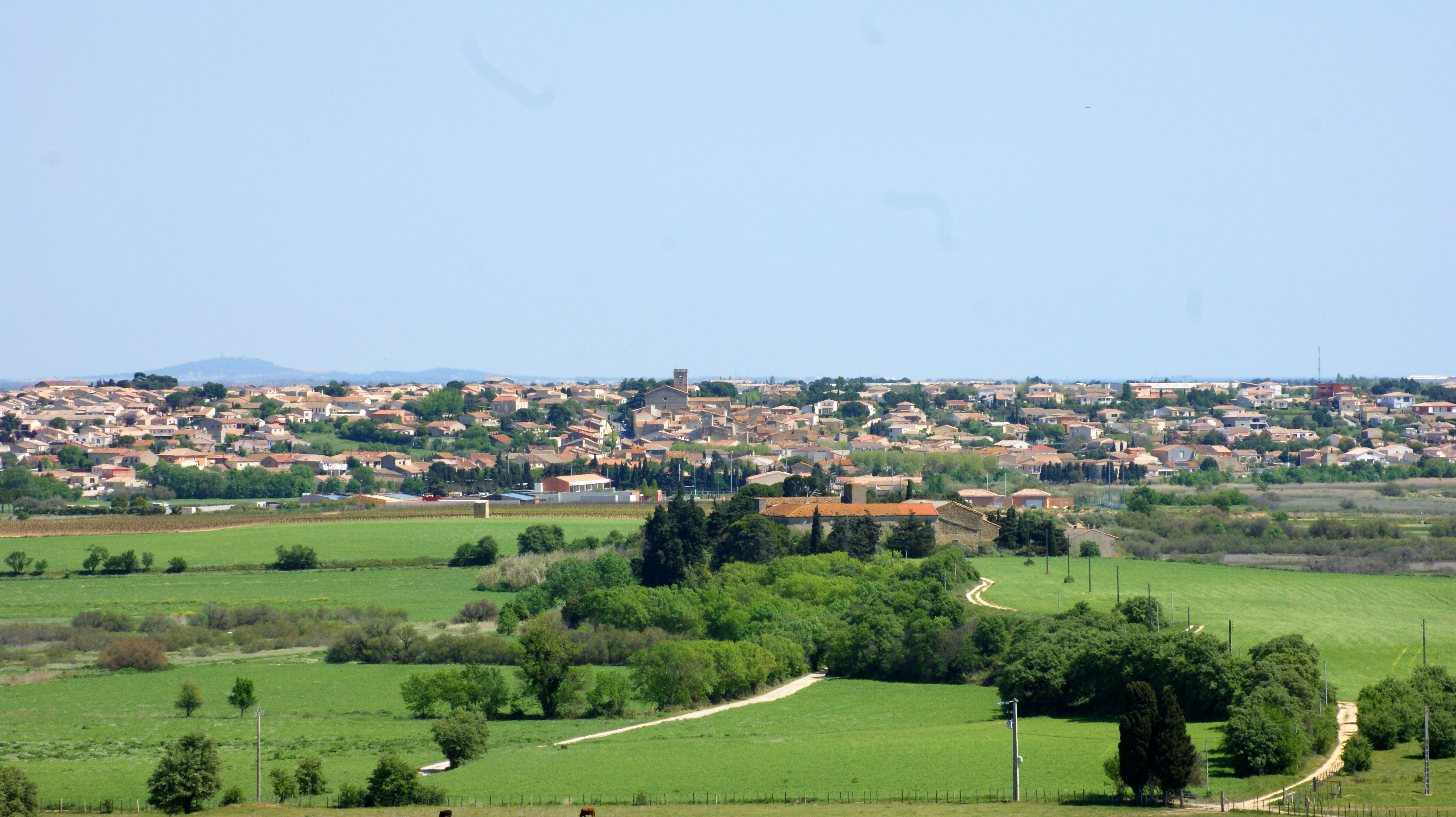
Vue générale de Vendres.